# Т-16 (трактор)

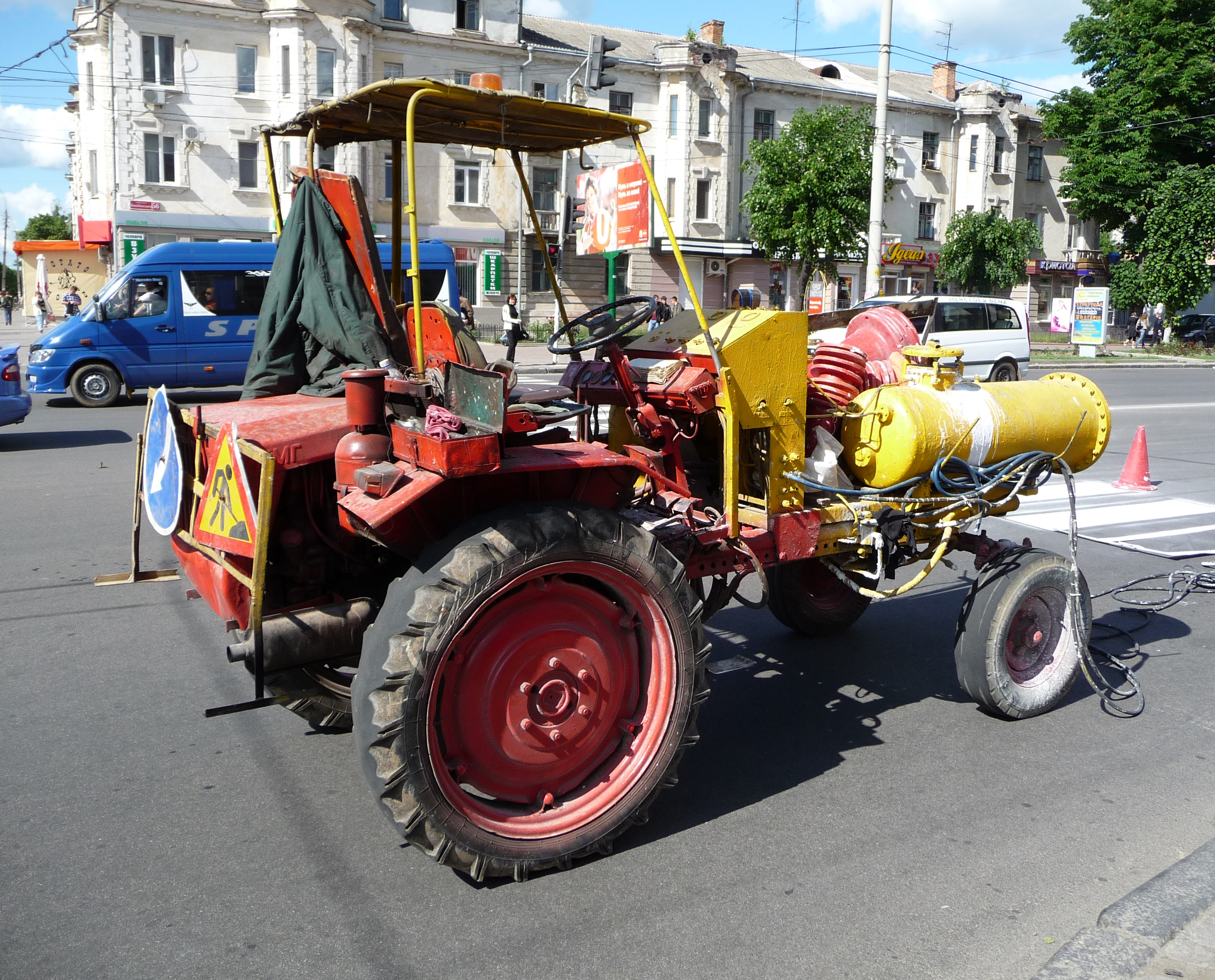
Т-16МГ, используемый для нанесения дорожной разметки

Т-16 — самоходное шасси. Модель выпускалась Харьковским заводом тракторных самоходных шасси.

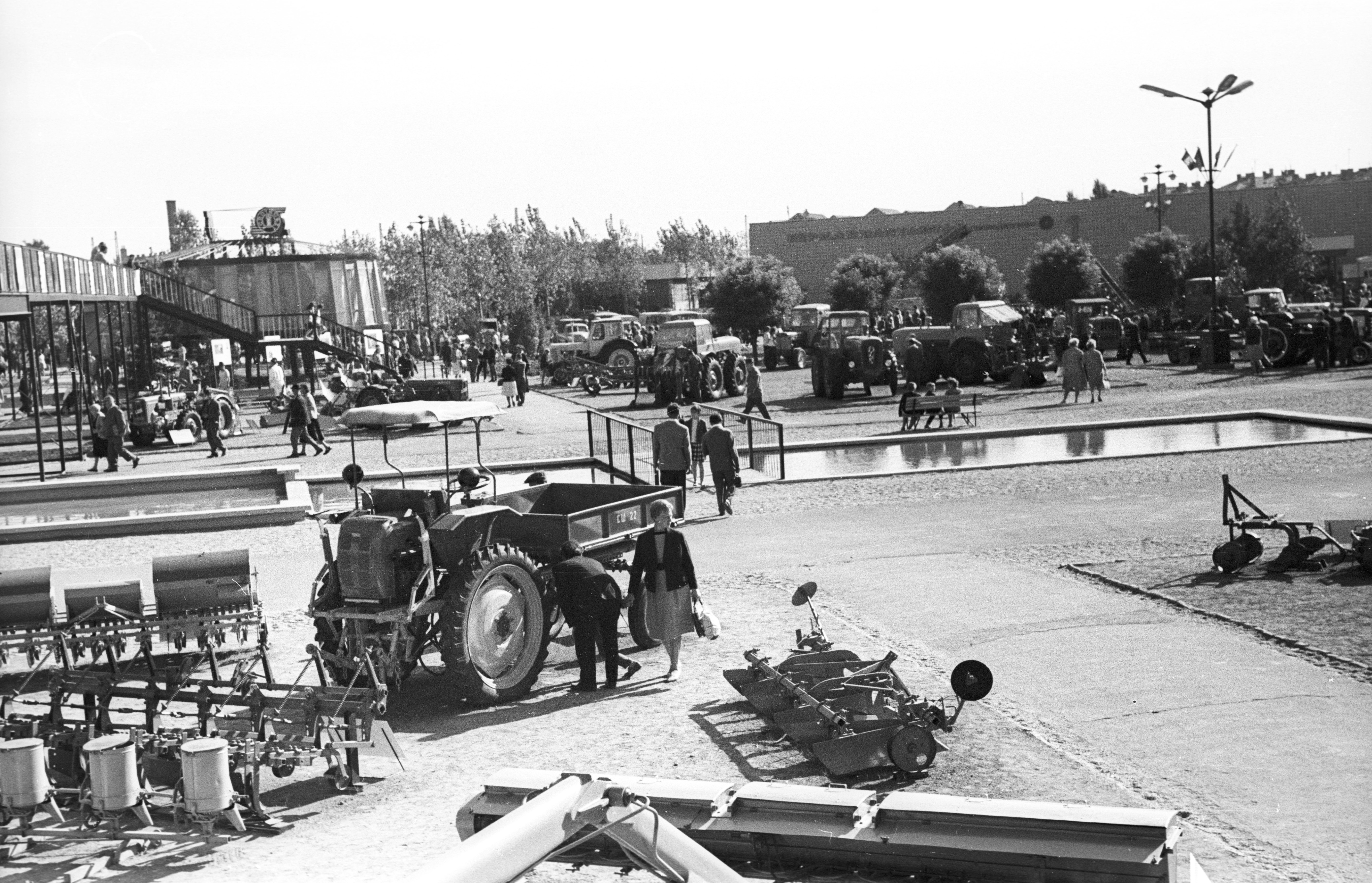
На ближнем плане — самоходное шасси с навесом СШ-22 Шуменского завода самоходных шасси в Будапеште на выставке в 1964 году, на заводе также производились ДСШ-14 и ДВСШ-16

## Т-16
Тракторное самоходное шасси Т-16 («шастик», «дашечка», «попрошайка», "официант") выпускался Харьковским заводом тракторных самоходных шасси с 1961 по 1967 год. Разработка Т-16 является результатом модернизации самоходного шасси ДСШ-14, проекты разрабатывались в СКБ по тракторным самоходным шасси в г. Харькове.
За период выпуска было изготовлено почти 600 тысяч экземпляров Т-16.
Самоходное шасси Т-16 имело небольшой двухцилиндровый дизельный двигатель мощностью 16 л.с., с необычным для тракторов расположением сзади водительского места, семиступенчатую коробку передач, и до трех (в зависимости от комплектации и года выпуска) ВОМ (вал отбора мощности). Т-16 обладает высокой проходимостью. Рабочее место тракториста — открытое, без кабины либо навеса.
Спереди на раме шасси имеются места креплений для установки различного дополнительного оборудования: грузовой платформы-самосвала; погрузчиков разных типов; мотопилы; грейдерной лопаты и дорожной щётки, устанавливаемых под рамой, сенокосилки и прочего. Они приводились в действие валами отбора мощности. Т-16 изначально был предназначен для работы в овощеводстве с опрыскивателями, пропашными культиваторами и уборочными машинами, но получил гораздо большее распространение как небольшой развозной грузовик повышенной проходимости. Особенно удобным Т-16 был для небольших сельских строительных бригад, где мог использоваться для перевозки стройматериалов, а также для привода строительных механизмов. Для Т-16 было разработано и выпускалось большое количество сменного оборудования: сенокосилка, стогометатель, малогабаритный погрузчик-экскаватор, самопогрузчик (обеспечивающий погрузку сыпучих и штучных материалов в свой кузов), опрыскиватель, компрессорная станция и др.
| Характеристики Т-16                   | Значение  |
| ------------------------------------- | --------- |
| Годы выпуска                          | 1961-1967 |
| Общее количество выпущенных машин, шт | 63 500    |
| Мощность двигателя, л.с.              | 16        |
| Эксплуатационная масса, кг            | 1685      |
| Число передач вперёд/назад            | 4 / 4     |
| Скорость движения вперёд, км/ч        | 1,50-17,5 |

## Т-16М

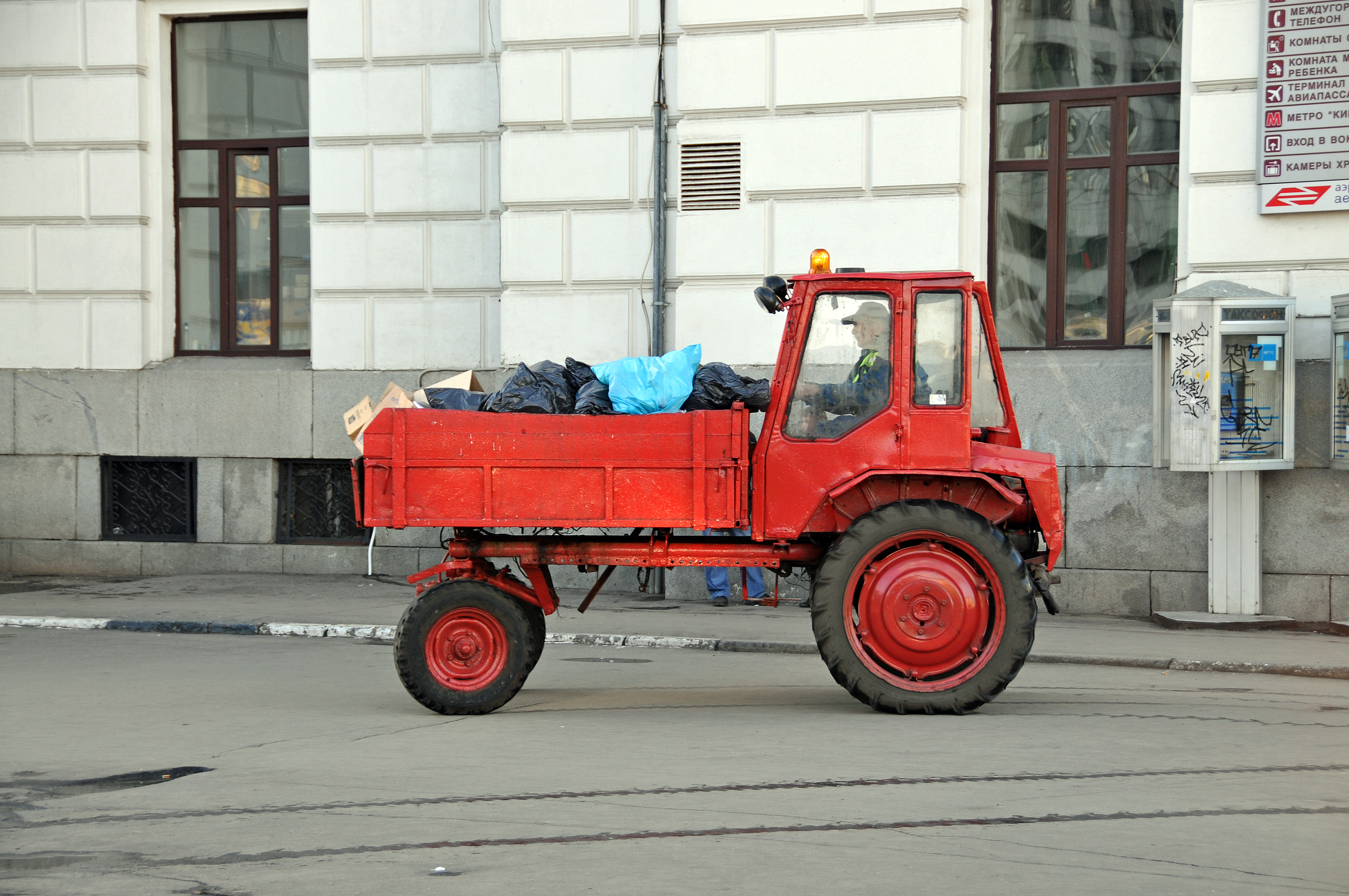
Т-16М с закрытой кабиной, характерной для модификации Т-16МГ, кузов нарощен деревянными бортами

После модернизации самоходное шасси получило двигатель мощностью 25 л.с., новую коробку передач и новый индекс Т-16М. Появилась возможность установки каркасной кабины с тентом и дверьми. Т-16М производился с 1967 по 1995 год. Минимальная скорость «шассика» Т-16М на передаче через ходоуменьшитель составляла всего 1,6 км/ч, что делало его практически незаменимым как в сельском хозяйстве, так и в коммунальных или дорожно-строительных работах.
| Характеристики Т-16М                  | Значение  |
| ------------------------------------- | --------- |
| Годы выпуска                          | 1967-1995 |
| Общее количество выпущенных машин, шт | 470 000   |
| Мощность двигателя, л.с.              | 25        |
| Эксплуатационная масса, кг            | 1810      |
| Число передач вперед/назад            | 7 / 1     |
| Скорость движения вперед, км/ч        | 5,5-23,2  |
| Скорость через ходоуменьшитель, км/ч  | 1,6       |

В начале 1982 года в экспериментальных мастерских Казахского управления гражданской авиации на шасси трактора Т-16 была создана машина для очистки взлётно-посадочных полос от льда, снега, слякоти и мусора (для этого трактор комплектовался выработавшим ресурс и непригодным для эксплуатации по прямому назначению авиационным реактивным двигателем с щелевидным соплом) - струя горячих газов плавила лёд и снег, высушивала воду, сдувала мусор, оставляя за собой сухую и чистую поверхность.

## Т-16МГ

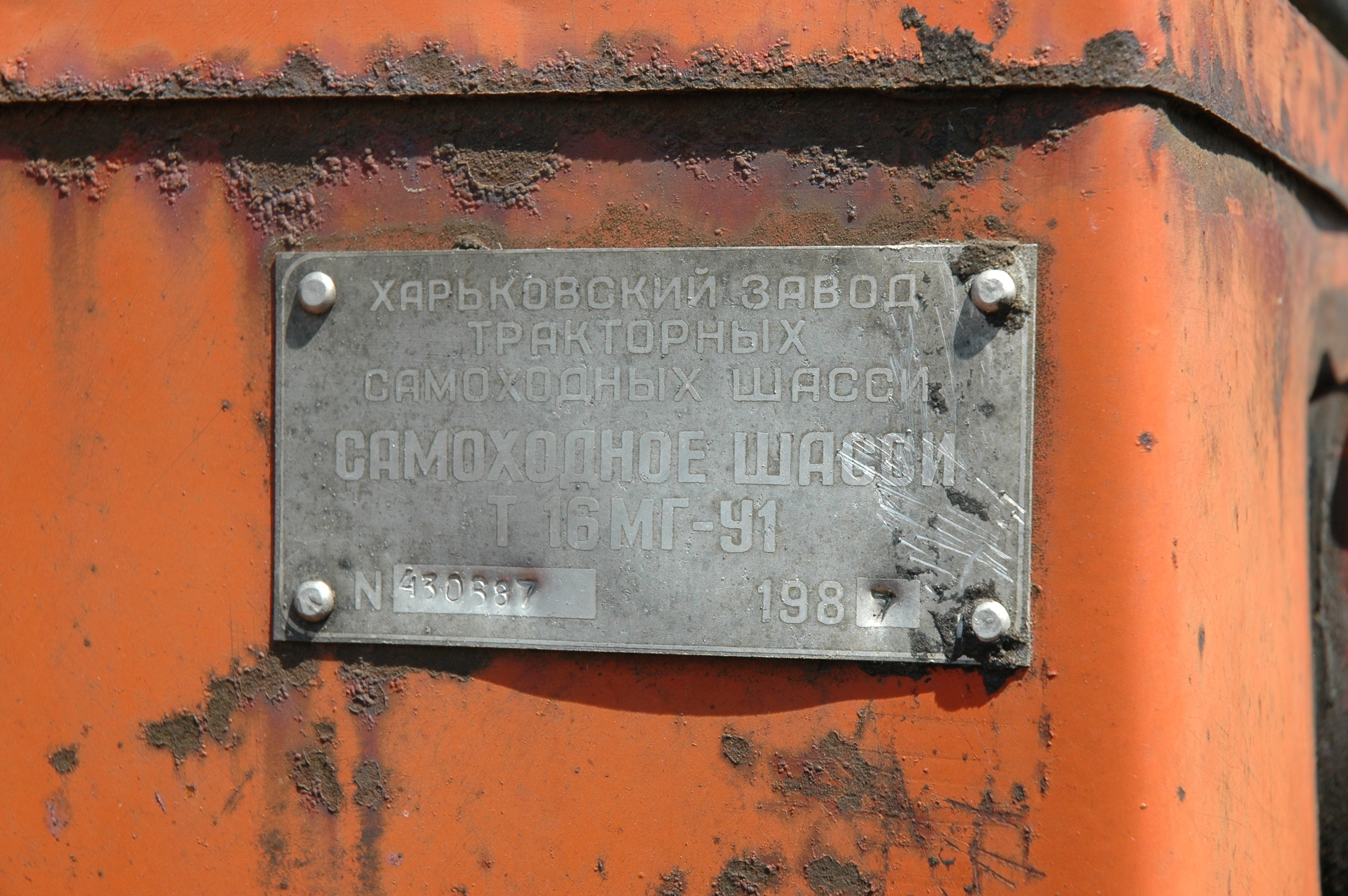
Заводская табличка с серийным номером 1987 года выпуска Т 16МГ-У1

В 1986 году был освоен выпуск самоходного шасси Т-16МГ, получившего закрытую кабину и улучшенный дизельный двигатель Д-21А1 мощностью 25 л.с. Изменения коснулись большого числа узлов и механизмов, в результате чего возросла надёжность трактора в целом. Для работы с навесным оборудованием используются валы отбора мощности (ВОМ): независимый или синхронный.
| Характеристики Т-16МГ                 | Значение     |
| ------------------------------------- | ------------ |
| Начало выпуска, г                     | 1986-1995    |
| Тяговый класс                         | 0,6          |
| Мощность двигателя, л.с.              | 25           |
| Вместимость топливного бака, л        | 40           |
| Конструкционная масса, кг             | 1730         |
| Число передач вперед/назад            | 7 / 1        |
| Скорость движения, км/ч               | 1,55 — 40,17 |
| Длина, мм                             | 3700         |
| Ширина, мм                            | 1550         |
| Высота, мм                            | 2500         |
| Продольная база, мм                   | 2500         |
| Дорожный просвет, мм                  | 560          |
| Минимальный радиус поворота, м        | 3,5          |
| Грузоподъемность кузова-самосвала, кг | 1000         |

## Современные самоходные шасси
Название Т-16 стало нарицательным, и сейчас часто используется как синоним для обозначения современных самоходных шасси, таких как СШ-2540 или ВТЗ-30СШ.